# Ernst Albrecht von Köckritz
Ernst Albrecht von Köckritz (* 1724 in Wildenhagen, Neumark; † 27. Oktober 1800 in Hamm) war ein preußischer Generalmajor und Kommandeur des Infanterieregiments „von Budberg“.

## Leben
Seine Eltern waren der preußische Kapitän Hans Joachim Ehrenreich von Köckritz († 3. April 1777), Erbherr auf Zohlow, und dessen Ehefrau Maria, geborene von Lettow († 3. Mai 1776).
Am 12. Dezember 1740 wurde von Köckritz Kadett in Berlin. Am 15. Dezember 1741 wurde er Unteroffizier im Infanterieregiment „von Anhalt-Zerbst“. Während des Zweiten Schlesischen Krieges nahm er an der Schlacht von Kesselsdorf teil. Am 2. März 1746 wurde er Fähnrich, am 27. Januar 1751 Sekondeleutnant. Von 1756 bis 1760 kämpft er im Siebenjährigen Krieg und nahm an den Schlachten bei Lobositz, Prag und Roßbach teil. In der Schlacht bei Kay wurde er verwundet. Im Gefecht von Maxen geriet er in österreichische Gefangenschaft. Zuvor war er aber am 8. Juni 1757 Premierleutnant, am 14. September 1759 Stabskapitän sowie am 6. Februar 1760 Kapitän und Kompaniechef geworden.
Nach dem Krieg wurde er 30. August 1771 zum Major befördert. Als solcher nahm er 1778/79 am Bayerischen Erbfolgekrieg teil. Am 20. Mai 1781 wurde er Oberstleutnant und am 20. Mai 1783 Oberst. Am 19. Dezember 1788 wurde er zum Kommandeur des Infanterieregiments „von Budberg“ ernannt. Am 28. August 1789 erhielt er seine Demission als Generalmajor und dazu eine Pension von 800 Talern.
Er starb unverheiratet in Hamm und wurde auf dem Neuen Friedhof begraben, der damals außerhalb der Stadt lag.